# 70 (număr)
70 (șaptezeci) este numărul natural care urmează după 69 și este urmat de 71.

## În matematică
70
- Este un număr abundent[1] și un  număr abundent primitiv.[2]
- Este un număr Erdős-Woods, deoarece este posibil să se găsească șiruri de 70+1 numere întregi consecutive astfel încât fiecare membru interior să împartă un factor comun fie cu primul, fie cu ultimul membru.[3]
- Este un număr fericit.[4][5]
- Este un număr harshad în bazele 6, 8, 9, 10, 11, 13, 14, 15 și 16.
- Este un număr Pell.[6][7]
- Este un număr rotund.[8][9]
- Este un număr pentagonal.[10]
- Este un număr tridecagonal.[11]
- Este un număr pentatopic.[12]
- Este un număr sfenic,[13] fiind produsul a trei numere prime distincte: 70 = 2 x 5 x 7.
- Este un număr palindrom în bazele 9 (779), 13 (5513) și 34 (2234).

## În știință
- Este numărul atomic al yterbiului.[14]

### În astronomie
- NGC 70 este o galaxie spirală în constelația Andromeda.
- Messier 70 este un roi globular din constelația Săgetătorul.
- 70 Panopaea, un asteroid din centura principală.

## În alte domenii
- La 70 de ani de căsătorie se sărbătorește nunta de platină.[15]